# Bollmannia communis
Bollmannia communis es una especie de peces de la familia de los Gobiidae en el orden de los Perciformes.

## Morfología
Los machos pueden llegar a alcanzar los 10 cm de longitud total.

## Distribución geográfica
Se encuentra al sur de Florida (Estados Unidos) y todo el Golfo de México.

## Observaciones
Es inofensivo para los humanos.